# Trettmann (Album)
Trettmann ist das selbstbetitelte dritte Studioalbum des deutschen Hip-Hop- und Dancehall-Musikers Trettmann. Er arbeitet darauf mit dem Musikproduzenten-Trio KitschKrieg zusammen, das alle Songs produzierte. Das Album wurde am 13. September 2019 über das Label SoulForce Records veröffentlicht.

## Covergestaltung
Das Albumcover ist in Schwarz-weiß gehalten und zeigt neunmal das gleiche Motiv von Trettmanns Kopf. Er trägt eine Sonnenbrille und ein Baseballcap. Auf Schriftzüge wurde verzichtet.

## Gastbeiträge
Auf drei Liedern des Albums sind neben Trettmann weitere Künstler vertreten. So ist der Rapper Gzuz auf dem Song Du weißt zu hören, während die Sängerin Alli Neumann einen Gastauftritt bei Zeit steht hat. Zudem ist die Wiener Musikerin KeKe an Wenn du mich brauchst beteiligt.

## Musik
Bei der Klaviermelodie in dem Titel Stolpersteine handelt es sich um ein Sample aus der Aufnahme The Roughest Trade von Nils Frahm.

## Titelliste
| Nr.          | Titel                            | Text                                                                                   | Musik                                                  | Länge |
| ------------ | -------------------------------- | -------------------------------------------------------------------------------------- | ------------------------------------------------------ | ----- |
| 1.           | Intro                            | Stefan Richter, Silvio Brunner, Christoph Erkes, Christian Meyerholz, Nicole Schettler | Christoph Erkes, Christian Meyerholz, Nicole Schettler | 3:24  |
| 2.           | Bye Bye aka Delicious            | Richter, Erkes, Brunner, Meyerholz, Schettler                                          | Erkes, Meyerholz, Schettler                            | 3:26  |
| 3.           | Stolpersteine                    | Richter, Brunner, Erkes, Meyerholz, Schettler                                          | Erkes, Meyerholz, Schettler, Nils Frahm                | 4:25  |
| 4.           | Retro Shirt                      | Richter, Brunner, Erkes, Meyerholz, Schettler                                          | Erkes, Meyerholz, Schettler                            | 3:16  |
| 5.           | Zeit Steht (mit Alli Neumann)    | Richter, Brunner, Dennis Furrer, Erkes, Alina-Bianca Neumann, Meyerholz, Schettler     | Erkes, Meyerholz, Schettler, Franz Plasa               | 3:23  |
| 6.           | Du weißt (mit Gzuz)              | Gzuz, Brunner, Erkes, Richter, Meyerholz, Schettler                                    | Erkes, Meyerholz, Schettler                            | 2:59  |
| 7.           | MDMDF                            | Richter, Brunner, Erkes, Meyerholz, Schettler                                          | Erkes, Meyerholz, Schettler                            | 3:57  |
| 8.           | Hätten wir sein können           | Richter, Brunner, Erkes, Meyerholz, Schettler                                          | Erkes, Meyerholz, Schettler                            | 2:57  |
| 9.           | Wir bleiben wach                 | Richter, Brunner, Erkes, Meyerholz, Schettler                                          | Erkes, Meyerholz, Schettler                            | 2:45  |
| 10.          | Wenn du mich brauchst (mit KeKe) | Richter, Brunner, Erkes, Mbatjiua Hambira, Meyerholz, Schettler                        | Erkes, Meyerholz, Schettler, Hambira                   | 3:23  |
| 11.          | Margarete                        | Richter, Brunner, Erkes, Meyerholz, Schettler                                          | Erkes, Meyerholz, Schettler                            | 3:45  |
| Gesamtlänge: | Gesamtlänge:                     | Gesamtlänge:                                                                           | Gesamtlänge:                                           | 37:46 |

## Chartplatzierungen und Singles
Trettmann stieg am 20. September 2019 auf Platz zwei in die deutschen Albumcharts ein und konnte sich 19 Wochen in den Top 100 halten. In den deutschen Jahrescharts 2019 belegte das Album Rang 98.
Am 2. August 2019 wurden mit Intro und Du weißt die beiden ersten Singles des Albums veröffentlicht. Während Intro Platz 76 der deutschen Charts erreichte, belegte Du weißt Rang 15. Die dritte Auskopplung Stolpersteine erschien am 23. August 2019 und erreichte Position 60. Am Erscheinungstag des Albums wurde zudem der Song Zeit steht ausgekoppelt, der es bis auf Platz zehn in die Charts schaffte. Zur Veröffentlichung von Intro und Zeit steht erschienen zudem Musikvideos.

## Rezeption
| Professionelle Bewertungen | Professionelle Bewertungen |
| -------------------------- | -------------------------- |
| Kritiken                   |                            |
| Quelle                     | Bewertung                  |
| laut.de                    | [ 6 ]                      |

Yannik Gölz von laut.de bewertete Trettmann mit drei von möglichen fünf Punkten. Es bewege sich inhaltlich „zwischen verhaltener Selbstbeweihräucherung, ein bisschen Nostalgie-Gekloppe und Trennungssongs, die mondän und ereignisarm verlaufen.“ Die wahren Highlights seien die KitschKrieg-Produktionen mit „brillanten Electro-, House- und Dancehall-Beat-Einblendungen, die an manchen Stellen wunderbar in die Soundkulisse einsetzen und Songs in unerwartete Richtungen drehen.“ Insgesamt könne das Album nicht mit dem vielgelobten Vorgänger #DIY mithalten, „da die wahrlich wundervolle Comeback-Geschichte von Trettmann 2019 nicht mehr im Fokus steht.“
Dzermana Schönhaber von MZEE schrieb über das Album eine durchwachsene Kritik. Zwar seien die Beats wieder „durchweg hervorragend produziert,“ doch wären die Texte oft „inhaltlich […] nicht besonders anspruchsvoll.“ Im Fazit schließt sie daher damit, dass „die Platte eher leichte Kost und nebenbei gut hörbar, aber kein bahnbrechendes Album“ sei.